# Керла
Керла (фр. Kerlaz) насеље је и општина у Француској у региону Бретања, у департману Финистер.
По подацима из 2011. године у општини је живело 816 становника, а густина насељености је износила 71,3 становника/km².

## Демографија
| 1962. | 1968. | 1975. | 1982. | 1990. | 2011. |
| ----- | ----- | ----- | ----- | ----- | ----- |
| 609   | 567   | 513   | 614   | 729   | 816   |